# Pressekamera

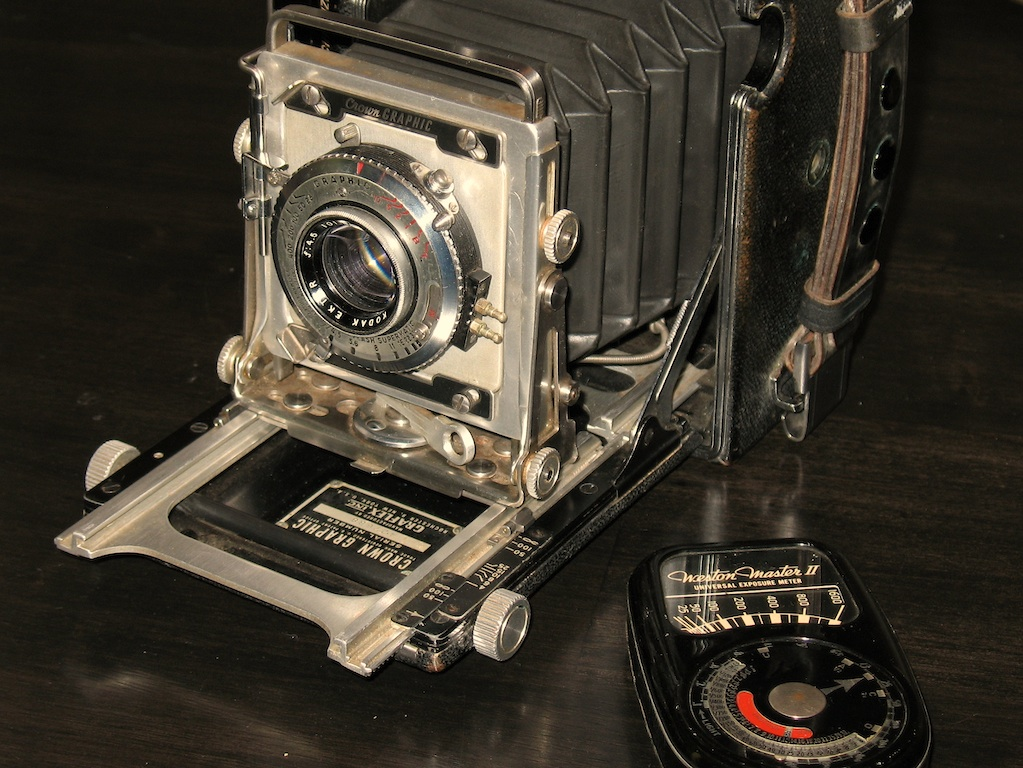
Graflex Crown

Unter einer Pressekamera versteht man im Allgemeinen eine Kamera im Rollfilm-Format zur Verwendung durch Pressemitarbeiter wie Zeitschriftenreporter oder Gerichtsberichterstatter. Solche Kameras wurden ab dem Beginn des 20. Jahrhunderts entwickelt und bis in die 1980er Jahre hinein verwendet. Sie wurden ab dann von handlicheren Kleinbildkameras und Ende des 20. Jahrhunderts diese wiederum von DSLRs verdrängt. Existierende Kameras der letzten Baureihen werden heute aufgrund der Bildqualität für Standmotive noch gerne verwendet, ältere sind eher Sammlerstücke. 

## Geschichtlicher Hintergrund
Mit der zunehmenden Verbreitung der Photographie im 20. Jahrhundert wuchs auch der Bedarf an Photos für Zeitschriften und Tageszeitungen. Die damals noch vergleichsweise schlechteren Filmemulsionen erforderten eigentlich Kameras in größeren Negativ-Formaten, wie Großformatkameras, wenn man eine gute Bildqualität erzielen wollte. Trotz der fortschreitenden Verbreitung der Kleinbildphotographie sah man weiterhin einen Bedarf an Aufnahmen in größeren Formaten.
Übliche Großformatkameras mit zwei auf einer Basis montierten Standarten in der Bauart einer optischen Bank waren aber aufgrund ihrer Sperrigkeit und ihres Gewichts zum mobilen Einsatz für Reportagen nur sehr eingeschränkt tauglich. 
Daher wurden Pressekameras entwickelt, die bei großem Filmformat (üblich Rollfilm mit 6 × 7 bis 6 × 9 cm) deutlich kompakter, robuster und leichter als Großformatkameras waren. 

## Technischer Aufbau
Erreicht wurde diese Verkleinerung durch verschiedene Maßnahmen, wobei nicht alle an jeder Pressekamera zu finden waren:
- Mehr Kiste als optische Bank, das Objektiv häufig einziehbar
- Engerer Abstand zwischen Film und Objektiv durch andere Objektivrechnung
- Auf eine vordere Standarte wurde verzichtet, oder es wurde ein Gehäusedeckel vor dem Objektiv verwendet, der heruntergeklappt wurde und auf der Innenseite eine Schiene aufwies, auf der dann die Objektivstandarte bewegt werden konnte (der sog. Laufboden, vgl. Großformatkamera).
- robuster Rahmen, der auch das Objektiv mitschützt
- Fokussierung nicht auf einer Mattscheibe an der hinteren Standarte, sondern mittels eines optischen Suchers (oder auch nur durch Schätzung)
- Verzicht auf Verstellmöglichkeiten wie Standartenverkippung und -verschiebung
- Handgriffe oder ähnliches, um die Kamera ohne Stativ handhabbar zu machen

Pressekamers blieben aber dennoch anspruchsvolle Geräte mit umfangreichen Möglichkeiten. So konnte häufig auch noch mittels Mattscheibe fokussiert werden, es bestand Flexibilität hinsichtlich der verwendeten Filme (durch Wechselmagazine) und auch die Objektive waren meist austauschbar.
Trotz dieser Beschränkungen waren Pressekameras im Vergleich zu Kleinbild- oder Mittelformatkameras immer noch groß, weshalb sie durch diese zunehmend verdrängt wurden. Mehr oder weniger letzte Überlebende ist die Linhof Technika.
Einige Vertreter:
- Mamiya Universal und Mamiya Press
- Plaubel Makina
- Graflex Speed Graphic
- Graflex XL
- Rapid Omega
- Zeiss Ikon Ideal 225